# Richard Arnowitt

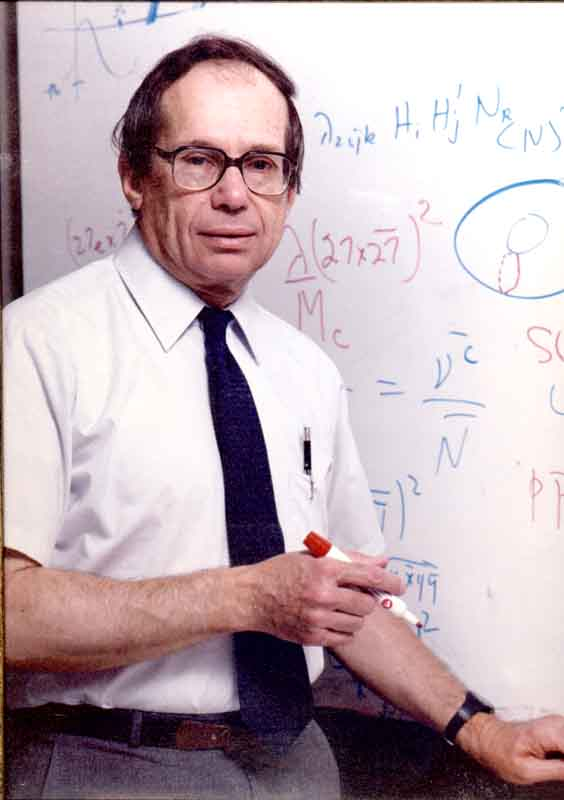
Richard Arnowitt (2004)

Richard Lewis Arnowitt (* 3. Mai 1928 in New York City; † 12. Juni 2014) war ein US-amerikanischer theoretischer Physiker.

## Leben
Arnowitt studierte am Rensselaer Polytechnic Institute (Master-Abschluss 1948) und promovierte 1953 an der Harvard University („The hyperfine structure of hydrogen“). 1954 bis 1956 war er am Institute for Advanced Study in Princeton. Später war er Professor an der Northeastern University in Boston. Er war zuletzt (2007) „Distinguished Professor Emeritus“ an der Texas A&M University in College Station in Texas.
Arnowitt wurde bekannt durch die Arnowitt-Deser-Misner (ADM) Formulierung der Bewegungsgleichungen der Allgemeinen Relativitätstheorie (und damit zusammenhängend einer neuen Masse/Energie-Definition – ADM-Masse – in dieser Theorie), die er mit Stanley Deser und Charles W. Misner Ende der 1950er und Anfang der 1960er Jahre entwickelte. Er arbeitete vielfach mit seinem Kollegen an der Northeastern University, Pran Nath, z. B. in den 1960er Jahren über Stromalgebren (Current Algebras z. B. in chiral symmetrischen Modellen der Wechselwirkung von Pionen in den 1970er Jahren über eine der ersten Supergravitations-Theorien und das U(1)-Problem in der Quantenchromodynamik. Er beschäftigte sich ab den 1980er Jahren insbesondere mit experimentellen Vorhersagen der Stringtheorie, der Supergravitation (Minimal Supergravity Model der GUT, mit Pran Nath und Ali Chamseddine, kurz mSugra und Signalen zur Entdeckung dunkler Materie und von Supersymmetrie an den großen Teilchenbeschleunigerexperimenten (wie LHC).
Arnowitt war 1975/76 Guggenheim Fellow. 1994 erhielt er mit Deser und Misner den Dannie-Heineman-Preis für mathematische Physik.